# Wolfgang Neuser (Theologe)
Wolfgang Neuser (* 1951 in Siegen) war bis 2013 Rektor der CVJM-Hochschule in Kassel und war bis April 2010 Generalsekretär des Christlichen Vereins junger Menschen (CVJM) Gesamtverbands in Deutschland.

## Leben
Der ausgebildete Industriekaufmann studierte Evangelische Theologie in Oberursel, Marburg, Mainz, und Heidelberg. Nach zehn Jahren als Gemeindepfarrer in Hilchenbach war er von 1991 bis 2007 Direktor des CVJM-Kolleg in Kassel. 1992 promovierte er zum Dr. phil. im Fach „Evangelische Theologie und ihre Didaktik“ und erlangte 2002 den Grad eines Master of Business Administration.
Von Oktober 2005 bis April 2010 war Neuser Nachfolger von Ulrich Parzany im Amt des Generalsekretärs des CVJM in Deutschland. Von März 2009 an leitete er als Generalsekretär des CVJM-Gesamtverbandes nebenberuflich die CVJM-Hochschule als Gründungsrektor, ab Mai 2010 übernahm er dieses Amt hauptberuflich, dazu die Professur für Religions- und Gemeindepädagogik. Am 21. Mai 2013 trat er in den Ruhestand.